# 久村
久村（くむら）は、島根県簸川郡にあった村。現在の出雲市多伎町久村にあたる。

## 地理
- 海洋：日本海[1]
- 河川：久村川[1]

## 歴史
- 1889年（明治22年）4月1日、町村制の施行により、神門郡久村が単独で村制施行し、久村が発足[1][2]。
- 1896年（明治29年）4月1日、郡の統合により簸川郡に所属[2]。
- 1913年（大正2年）1月、久村信用販売購買利用組合設立[1]。
- 1946年（昭和21年）7月、久村農業会設立[1]。
- 1948年（昭和23年）3月、久村農業協同組合設立[1]。
- 1950年（昭和25年）12月20日、簸川郡田岐村、窪田村（一部、毛津の一部）と合併して岐久村を新設し廃止された[1][2]。

### 地名の由来
国村神社があることから国村と称されたが、久村に改称された。

## 産業
- 農業、漁業[1]。
- 久村鉱山（1941年から1945年8月まで操業）[1]